# Sky kapitány és a holnap világa
A Sky kapitány és a holnap világa (eredeti cím: Sky Captain and the World of Tomorrow)  egész estés amerikai sci-fi kalandfilm, amelyet Kerry Conran írt és rendezett. A film zenéjét Edward Shearmur szerezte. A Sabrina Plisco készítette, a Paramount Pictures forgalmazta.
Az Amerikai Egyesült Államokban 2004. szeptember 17-én, Magyarországon 2005. augusztus 18-án mutatták be a mozikban.

## Cselekmény
A történet az első világháború után játszódik New Yorkban, a Karakorumnál és Hawaii mellett egy alternatív valóságban. Sky kapitány egy zsoldos légierő parancsnoka.
Különös robottámadások történnek világszerte. Gépeket, berendezéseket, tudósokat rabolnak el. Polly Perkins, Sky kapitány egykori szerelme, egy riporternő, aki az eltűnt tudósokról ír, segítséget kér Johntól. A közellenség, Totenkopff nyomában járva eljutnak a Karakorumig, majd egy repülőbázison találkoznak Frankyvel (Angelina Jolie). Innen együtt indulnak a rejtélyes szigetre kiszabadítani a tudósokat Totenkopff markából. Az őrült tudós célja egy rakétában több ezer állati egyedet elvinni 100 km magasságba, hogy felégetve a Földet új paradicsom szülessen.

## Szereplők
| Szereplő                          | Színész          | Magyar hang     |
| --------------------------------- | ---------------- | --------------- |
| Sky kapitány                      | Jude Law         | Stohl András    |
| Polly Perkins                     | Gwyneth Paltrow  | Ruttkay Laura   |
| Franky                            | Angelina Jolie   | Kéri Kitty      |
| Dex                               | Giovanni Ribisi  | Csőre Gábor     |
| Paley főszerkesztő                | Michael Gambon   | Kristóf Tibor   |
| Kaji                              | Omid Djalili     | Oberfrank Pál   |
| Dr. Vargas                        | Julian Curry     | Gruber Hugó     |
| Dr. Totenkopf (archív felvételen) | Laurence Olivier | Horányi László  |
| Titokzatos nő                     | Bai Ling         |                 |
| Dr. Jennings                      | Trevor Baxter    | Versényi László |
| Dr. Kessler                       | Peter Law        |                 |

### Magyar változat
A magyar szinkron az SPI International megbízásából a Film Sound Stúdió-ban készült, 2005-ben.